# Montpezat (Gers)
 Montpezat  (en occitano Montpesat) es una población y comuna francesa, ubicada en la región de Mediodía-Pirineos, departamento de Gers, en el distrito de Auch y cantón de Lombez.

## Historia
La comuna se denominó Montpézat hasta el 31 de diciembre de 2022.

## Demografía
| 311 | 280 | 217 | 236 | 214 | 194 |
| Para los censos de 1962 a 1999 la población legal corresponde a la población sin duplicidades (Fuente: INSEE [Consultar]) |     |     |     |     |     |